# Hydropsyche napaea
Hydropsyche napaea är en nattsländeart som beskrevs av Wolfram Mey 1996. Hydropsyche napaea ingår i släktet Hydropsyche och familjen ryssjenattsländor. Inga underarter finns listade i Catalogue of Life.